# Tessinskolan

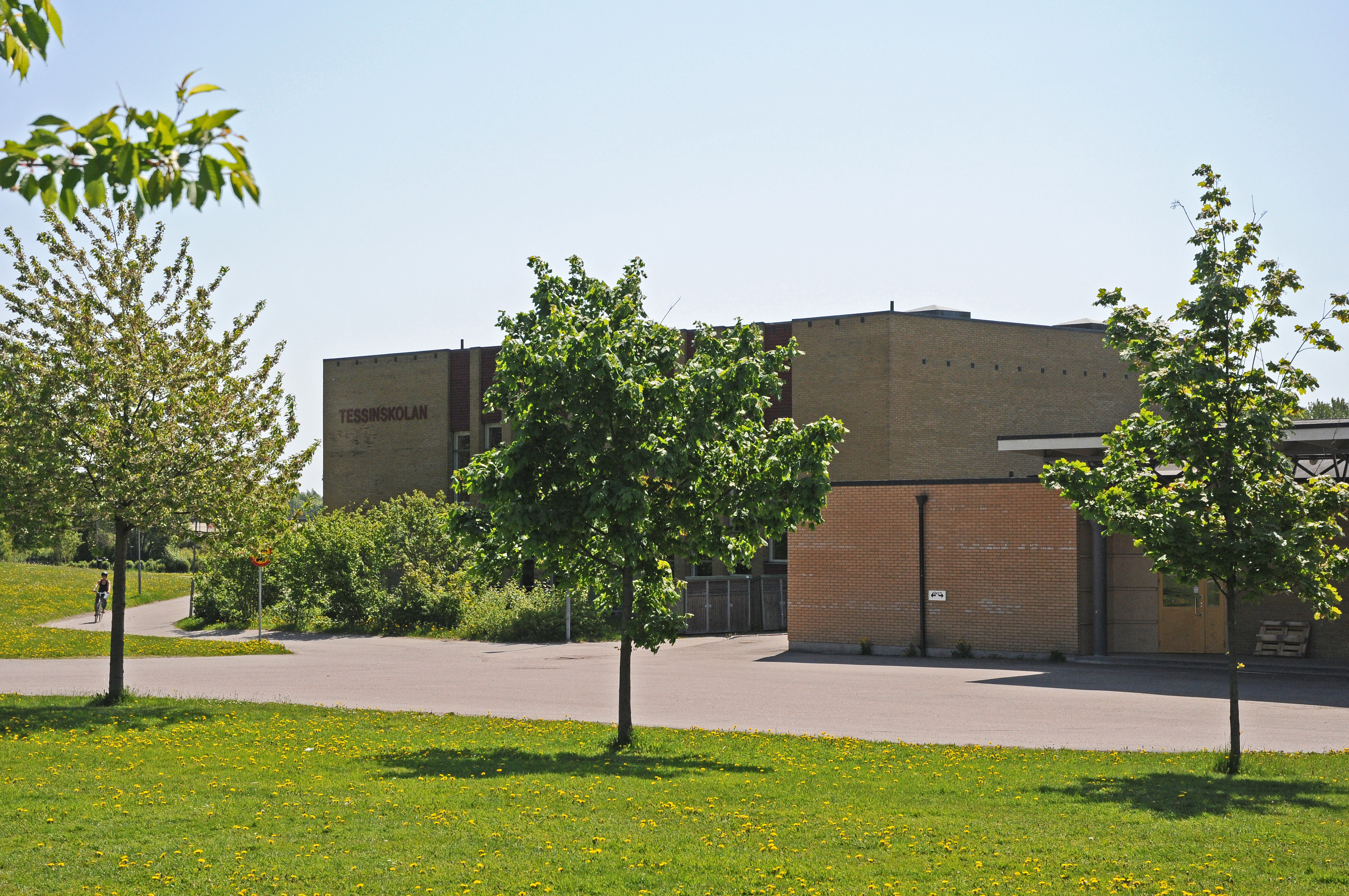
Tessinskolan 2011.

Tessinskolan – Nyköpings gymnasium, Tessin – var en kommunal gymnasieskola i Nyköpings kommun med riksintag för kanotutbildning. Då Nyköpings högre allmänna läroverk lades ner flyttades de humanistiska utbildningarna till Tessinskolan, byggd omkring 1970, medan naturvetenskapliga och tekniska utbildningar bedrevs vid Gripenskolan.
Tessinskolan lades ned under 2017 efter ett beslut i kommunfullmäktige 2011.
Byggnaden revs under 2021.